# Lepa sela lepo gore
Lepa sela lepo gore (en serbi Лепа села лепо горе, traducció literal: ‘Pobles preciosos, muntanyes precioses’) és un film iugoslau de 1996 dirigit per Srđan Dragojević. És conegut internacionalment amb el títol anglès com Pretty Village, Pretty Flame.(‘Pobles boniques cremen bé’). Va ser premiat a la Berlinale.
Considerat un clàssic modern del cinema serbi, el drama bèl·lic passa comptes a la guerra de Bòsnia mitjançant l'humor negre que presideix la història de dos vells amics –l'un serbi i l'altre bosnià– que es retroben confrontats en la fratricida conflagració bèl·lica a l'haver escollit bàndols oposats.

## Argument
La trama, inspirada en fets reals que van tenir lloc a l'inici de la guerra de Bòsnia, tracta sobre una petita milícia de bosnians serbis que queda acorralada a l'interior d'un túnel, la sortida del qual és vigilada per militars bosnians que exigeixen la seva rendició incondicional.
Mitjançant flashbacks que mostren la vida de cada un dels soldats servis atrapats al túnel, la pel·lícula descriu la quotidiana i feliç vida de l'ex-Iugoslàvia alhora que intenta explicar els motius pels quals antic amics i veïns s'acaben enemistant entre ells.